# Blas Infante
Blas Infante Pérez de Vargas (Casares, Málaga, 5 de julio de 1885-Sevilla, 11 de agosto de 1936) fue un ensayista, notario, abogado y político español, conocido por su condición de ideólogo del andalucismo, en sus vertientes regionalista, federalista y nacionalista. Fue fusilado por militares del bando golpista en los inicios de la guerra civil española.

## Biografía

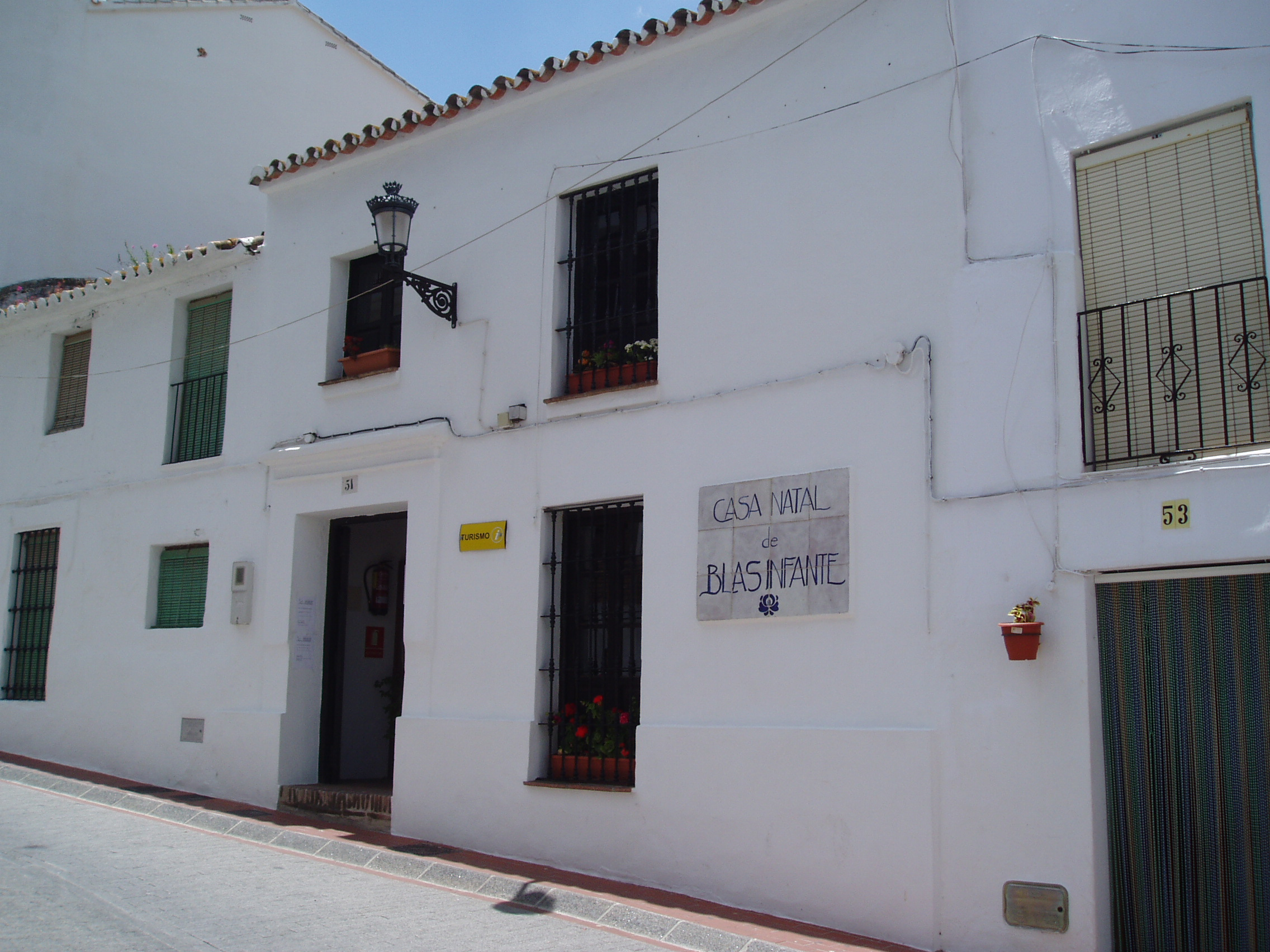
Casa natal de Blas Infante en Casares.

Nació en la localidad malagueña de Casares el 5 de julio de 1885. Era hijo de Luis Infante Andrades y de Ginesa Pérez Romo. Su padre, según el acta de nacimiento, era "propietario". Según el escritor José Luis Ortiz de Lanzagorta el padre era labrador. Aunque el nombre del abuelo en el registro civil es Ignacio Pérez y Salas, era conocido familiarmente como Ignacio Pérez de Vargas.
En 1896 comenzó a estudiar Bachillerato como interno en las Escuelas Pías de Archidona. En 1897 se examinó en el Instituto Provincial de Segunda Enseñanza de Cabra. Continuó estudiando con los escolapios en Archidona, examinándose en 1898 y 1899 en el Instituto de Málaga. El curso 1899/1900 lo realizó sin los escolapios, examinándose este último año también en Málaga.
Su padre, Luis Infante Andrades, encontró un empleo en la Secretaría del Juzgado Municipal de Casares. Cuando Blas terminó el Bachillerato trabajó en este mismo juzgado como auxiliar.
Fruto de su conocimiento del campo andaluz, escribiría posteriormente:

"Yo tengo clavada en la conciencia desde la infancia la visión sombría del jornalero. Yo le he visto pasear su hambre por las calles del pueblo"

En 1904 comenzó el curso preparatorio de Derecho en la Facultad de Filosofía y Letras de la Universidad de Granada. En 1905 comenzó en la Facultad de Derecho de esta misma universidad. Estudiaba por libre y se examinaba, con solo algunos desplazamientos esporádicos para determinadas clases. Con este método, logró aprobar en solo dos años las asignaturas de cuatro cursos. En octubre de 1906 se licenció en Derecho.
En 1909 aprobó una oposición a notario que tuvo lugar en Madrid. Tomó posesión de su plaza en el pueblo sevillano de Cantillana en el verano de 1910. Buscó un alojamiento en Sevilla para que su hermano Ignacio pudiera convivir con él mientras preparaba sus oposiciones a la judicatura. Pasaba la mayor parte de la semana en Cantilla, aunque se desplazaba frecuentemente a Sevilla. Blas y su hermano Ignacio se hicieron amigos de algunos intelectuales que frecuentaban el Ateneo de Sevilla. En la ciudad, participaba en las tertulias de temas andaluces que encabezaban Mario Méndez Bejarano, José María Izquierdo, Isidro de las Cagigas y José Andrés Vázquez.
En el Ateneo de Sevilla conoció al ilustrador Andrés Martínez de León, nacido en Coria del Río.
En 1913 el catalanista Francisco Cambó fue invitado por el Ateneo de Sevilla para pronunciar un discurso en los Juegos Florales. Cambó volvió a visitar Sevilla en 1917. Según Juan Álvarez-Ossorio y Barrau, Cambó aprovechó para ofrecer incluso medios financieros a Blas Infante para que los andalucistas dispusieran de un diario con condicionamientos políticos y Blas Infante se negó.
Esta no sería la única vez que se negaría a propuestas venidas de Cataluña. También según Juan Álvarez-Ossorio y Barrau, en otra ocasión la banca catalana Arnau utilizó a Francisco Rodríguez Matre, del Puerto de Cádiz, para ofrecer su apoyo a los andalucistas dirigidos por Infante condicionándolo a los beneficios de canalización del río Guadalquivir hasta Córdoba y a los del supuesto gas natural de su fondo. Blas Infante también se negó, con cierta indignación por parte de otros andalucistas, que consideraban que a Infante le faltaba realismo político.
La ley de mancomunidades, aprobada en 1913, generó un debate público sobre la organización de las regiones. En enero de 1914 Manuel Rabadán dio una conferencia en Sevilla sobre la creación de una Mancomunidad Bética. El 6 de abril de 1914 se constituyó la Mancomunidad de Cataluña. El 5 de junio de 1914 Ignacio Casso publicó en la revista Bética un artículo titulado El ideal de la mancomunidad andaluza y su realización práctica. Los Juegos Florales de ese año del Ateneo de Sevilla se debatió mucho sobre el regionalismo andaluz y una mancomunidad andaluza.
El 20 de noviembre de 1913 surgió la revista Bética, por iniciativa de Miguel Sánchez-Dalp y Félix Sánchez Blanco. Hasta julio de 1915 fue subvencionada por el Ateneo de Sevilla. La revista se publicó hasta principios de 1917. La revista, en diciembre de 1914, se definía a sí misma de esta forma:

Bética es regionalista, porque su principal misión es dedicar sus páginas a dar a conocer el Arte y la Literatura andaluces; pero ese regionalismo es un regionalismo sano, patriótico, porque su fin es, al realzar las glorias regionales, ensalzar la Patria, a nuestra amada España. Y Andalucía, como una de sus hijas amantísimas y predilectas, porque la Naturaleza y la Historia le ha prodigado a manos 
llenas sus riquezas y sus tesoros naturales y artísticos, quiere contribuir a dar a conocer cuanto de bello y verdadero mérito encierra España, para que los españoles, lejos de pensar en europeizarse, piensen en españolizarse por completo, al conocer o recordar que es su Patria la que durante muchos siglos fue a la cabeza de la civilización del Mundo.

### Contacto con el georgismo
Blas Infante conoció en Cantillana a los ingenieros agrónomos Antonio Albendín Orejón y Juan Sánchez Mejía. Albendín, que vivía en Ronda, era uno de los introductores en España de las ideas fisiocráticas del estadounidense Henry George, incluida un impuesto único sobre las tierras. Dirigía la revista El impuesto único, publicada entre 1911 y 1923, que divulgaba las ideas georgistas. Estos ingenieros agrónomos pusieron en las manos de Blas la obra fundamental de aquel autor, titulada Progreso y miseria. Blas Infante simpatizó con el georgismo.
Los tres organizaron el Primer Congreso Internacional de Economistas Fisiócratas, celebrado en el Teatro Espinel de Ronda entre el 26 y el 28 de mayo de 1913. Blas Infante dio un discurso en este congreso, que fue publicado en El impuesto único.
Desde 1911 existía una Liga Española para el Impuesto Único, que fue contando con secciones en capitales de provincia, como Sevilla, y pueblos importantes españoles.
El 1 de diciembre de 1913 Infante firma, junto a Rafael Ochoa, Antonio Ariza y otros, el Manifiesto a la región andaluza, que se publicó en El impuesto único.
Con la Ley de 11 de junio de 1911 se suprimía el impuesto sobre consumos, y con la Ley de 24 de julio de 1914 se concedía al Ayuntamiento de Sevilla el privilegio de restablecer este impuesto durante diez años y de emitir un empréstito de treinta millones de pesetas, con garantía de dicho impuesto, para afrontar las obras de la Exposición Iberoamericana. La sección sevillana de la Liga Española para el Impuesto Único aprovechó para presentar una moción, fechada el 22 de junio de 1914, al Ayuntamiento señalando los recursos con los cuales, según ellos, debía ser sustituido el impuesto sobre consumos para financiar la exposición y solicitando que se abriera una información pública para que los vecinos pudieran proponer la solución más adecuada, y un informe, fechado el 8 de agosto de 1914, en respuesta a la información abierta por el Ayuntamiento.
El 31 de julio de 1914 intervinieron en el Círculo Mercantil en defensa del impuesto único los principales georgistas que se encontraban Sevilla: Manuel Rabadán, Blas Infante, Antonio Ariza, Adolfo Vasseur Carrier y García Rodríguez Aumente. Semanas más tarde, hicieron lo mismo en la sede social de los dependientes de comercio sevillanos.
Después del cierre de la publicación El impuesto único el georgismo español entró en una etapa de letargo. En 1934 fue reorganizado por Baldomero Argente, contando con la publicación La reforma social, gozando de difusión hasta 1936.

### Primeros escritos

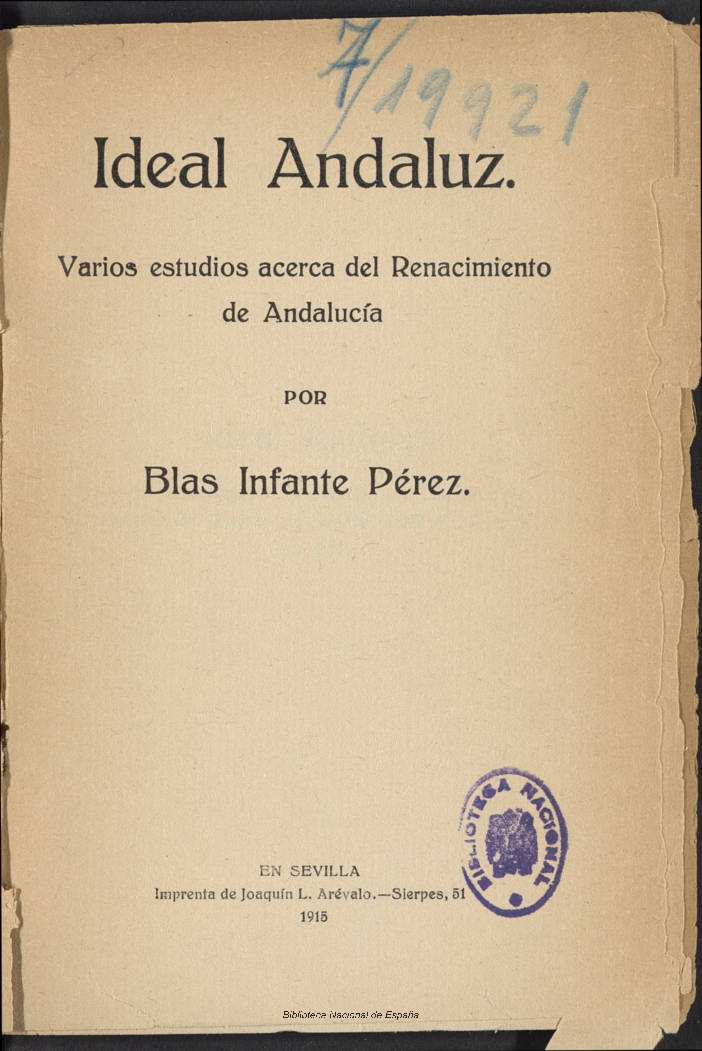
Ejemplar del Ideal andaluz (1915)

El 23 de marzo de 1914 leyó una memoria en la Sección de Ciencias Morales y Políticas del Ateneo de Sevilla acerca del "ideal andaluz". En 1915 publicó, en la imprenta de Joaquín L. Arévalo, un libro con esta memoria, junto con trece artículos escritos para el periódico El liberal y la revista Bética, bajo el título el Ideal andaluz.
En el Ideal andaluz se habla de la "sociedad de las regiones españolas" y se critica el centralismo, se aboga por el sistema de las mancomunidades como punto de partida para fortalecer el espíritu andaluz, hay un lamento sobre la pobreza de la región  y se apunta a la necesidad de regenerarla. Para esta regeneración propone: dirigir espiritualmente a los andaluces, despertar sus potencialidades dormidas y estimular su "confianza en la lucha creadora"; fortalecer las cualidades del pueblo andaluz, defender su personalidad y despertar su patriotismo propio, que para él es lo mismo que la dignidad; apostar por una pedagogía intensa y adecuada, para despertar las mentes apagadas; y, finalmente, mejorar la economía terminando con el régimen de propiedad que tenía la tierra y sustituyéndolo por una nacionalización o regionalización de la misma.
Blas Infante publicó seis artículos en la revista Bética: el 20 de enero de 1914 El campesino andaluz, donde responde a José Gastalver, que decía que para mejorar la vida de los trabajadores del campo bastaba con la modernización; el 20 de septiembre de 1914 La patria y el patriotismo, sobre el regionalismo andaluz; el 31 de diciembre de 1914 Crónica abreviada del movimiento regionalista (1909-1914); en diciembre de 1915 Fantasías sobre el radium, sobre la materia, la energía, la muerte y el tiempo; en febrero de 1916 Ideal andaluz, con pensamientos básicos de su libro del mismo título; y, finalmente, In memoriam... (reflexiones del momento), con temas filosóficos sobre la muerte.
En 1916 tuvo lugar un homenaje en el Ateneo de Sevilla al regeneracionista Joaquín Costa. Blas Infante manifestó entonces su intención de divulgar la obra de este autor. Para ello, escribiría su ensayo La obra de Costa, publicado en 1916 en la Imprenta de Joaquín L. Arévalo. En esta obra, da un concepto de sociedad vinculado al organicismo krausista:

La sociedad es un compuesto superorgánico, resultante de la convergencia de las fuerzas más afines que destacan su unidad enfrente de las demás fuerzas, con el fin del complemento de la deficiencia individual y de obtener la potencia de la solidaridad enfrente de las fuerzas distintas

Infante, que admiraba profundamente a Costa, asume las reformas propuestas por él. Este critica el sistema político existente y su expresión, las Cortes, por ser una "herramienta de la oligarquía", proponiendo la organización en juntas o diputaciones regionales. También plantea una política municipal muy autónoma. Otro aspecto que comparte es la "política pedagógica", proponiendo un aumento del número de maestros y de escuelas y la reforma de la enseñanza en todos sus niveles. En lo que respecta a la organización del Estado, pide una independencia del poder judicial y la supresión de los ministerios exceptuando Guerra, Hacienda y Gobernación. Propone reformas sociales (similares a lo que posteriormente será la Seguridad Social) y una política económica liberal.

### Militancia y vida personal en el reinado de Alfonso XIII
En la década de 1910 los padres de Blas Infante pasaban largas temporadas en Sevilla y los veranos en los Baños de la Hedionda, en Casares. Su hermano Ignacio logró ganar una plaza de juez y, tras pasar un tiempo en Córdoba, se trasladó a Villanueva de los Infantes. En este pueblo, Ignacio conoció a su mujer, Matilde Merlo Ordóñez. El matrimonio se instaló luego en Madrid, primero en la calle Fuencarral y luego en la calle Sagasta, número 26.
Blas Infante se colegió como abogado el 21 de noviembre de 1913, para ejercer esta profesión en Sevilla a la par que era notario en Cantillana. En 1914 tenía su despacho la plaza Argüelles, número 36. Entre 1915 y 1916 estuvo de baja de abogado, manteniendo el domicilio anterior. En 1917 pasó a ejercer de nuevo, con su despacho en la calle Pascual de Gayangos, número 15. En 1918 y 1920 cambió de nuevo de domicilio y se estableció en la calle Jesús del Gran Poder, número 17. Posteriormente, y hasta 1922, estuvo en la calle San Pedro Mártir, número 15. En 1923 se encontraba de nuevo de baja como abogado y residiendo en la calle Moratín, número 32. En 1924 comunicó al Colegio de Abogados su traslado a Isla Cristina, en la provincia de Huelva, pero entre 1925 y 1926 figura que tenía un domicilio en la calle Santa Clara, número 56, de Sevilla, siendo esta posiblemente la casa de un compañero encargado de los asuntos que tenía pendientes. Entre 1927 y 1931 estuvo de baja como abogado.
El 25 de octubre de 1915 se presentó ante el Gobierno Civil de Sevilla el reglamento del primer Centro Andaluz. En abril de 1916 el Centro Andaluz publicó un Manifiesto y un Programa regionalista. El 22 de octubre de 1916 abrió su local en la calle Azofaifo (un callejón junto a la calle Sierpes), número 2, aunque poco tiempo después se trasladó a la cercana calle O'Donnell, número 7. Entre enero de 1916 y diciembre de 1917 el Centro Andaluz de Sevilla publicó la revista Andalucía. El presidente e impulsor del Centro Andaluz fue Blas Infante.
Se fundaron 42 secciones locales del Centro Andaluz: 30 en Andalucía, 4 en otros lugares de España (Barcelona, Madrid, Menorca y San Sebastián) y 8 en América. La de Córdoba se fundó a finales de 1916, siendo su presidente Rafael Castejón, y contaba con una publicación llamada Córdoba, dirigida por Eugenio García Nielfa. La de El Puerto de Santa María tenía una publicación, llamada El Justiciero, dirigida por Mariano López Muñoz, que se convirtió en la publicación regionalista más importante de la provincia de Cádiz.
En 1917 en Córdoba los regionalistas del Centro Andaluz participaron en las elecciones municipales en coalición con los republicanos. La coalición regionalista-republicana consiguió 6 concejales, con el 37,7% de los votos.
El 16 de junio de 1917 Blas Infante dio un discurso en el Centro Andaluz de Sevilla en el que dijo que la libertad de los municipios y de la región era fundamental para conseguir la liberación de la tierra. También dijo que abogaba por una república federal, en la línea de Francisco Pi y Margall:

Los partidos políticos actuales no responden a las exigencias del pueblo. Precisa hombres nuevos. Y de esos hombres somos nosotros, el Centro Andaluz. ¿Sabéis cuál es este espíritu de vida? El nuevo nacionalismo. La raíz de un pueblo está en el patriotismo de sus hijos, y ese patriotismo nos impulsa a nosotros a realizar nuestra obra de rendención. [...] Por eso defendemos la libertad de los municipios y de la región, único modo de conseguir la liberación de la tierra, y con esto nos ponemos enfrente de los intereses creados, de los plutócratas. Nosotros defendemos sin ninguna restricción la libertad de la tierra, para que nadie tenga derecho a gravar o menoscabar el trabajo ajeno. Sobre la conciencia de los que así piensen queremos triunfar. Los socialistas y anarquistas andaluces coinciden con nosotros en este ideal; ellos, como nosotros, pretenden y luchan por la tierra. [...] Si lo que se pretende es una república unitaria, con el mismo parlamentarismo y los mismos vicios constitucionales, nosotros no podemos estar con ellos. Pero si, en nombre de la República, se alza la bandera federativa, que defienda la libertad de las ciudades, allí estaremos nosotros para defenderla. Seguimos la bandera del gran Pi y Margall.

En julio de 1917 la junta del Centro Andaluz en pleno difundió el siguiente mensaje:

Vistas las peticiones de autonomía regional y municipal y de cortes constituyentes, los regionalistas andaluces declaran que es incompatible con el mantenimiento del actual régimen monárquico y de partidos políticos la consecución de sus aspiraciones autonómicas

Esta misma línea de pensamiento fue expresada por Blas Infante, así como en la revista Andalucía y en otros escritos andalucistas.

Escudo oficial de Andalucía, conforme a lo acordado en la Asamblea de Ronda de 1918.

El 6 de diciembre de 1917 Cambó llegó a Sevilla acompañado de varias personas. Fue recibido en la estación de Plaza de Armas por una comitiva en la que se encontraban Blas Infante y miembros del Ateneo. Presidió un banquete en su honor en el Pasaje de Oriente y dio un discurso en el salón Llorens. El 7 de diciembre visitó el Ateneo y partió en tren a Córdoba acompañado por Blas Infante, entre otros. Fue despedido por otra comitiva en la que había miembros del Ateneo, catalanes residentes en Sevilla y miembros del Centro Andaluz. En la estación cordobesa fue recibido por el Centro Andaluz de esa ciudad. Dio una conferencia en el Teatro-Circo del Gran Capitán. Tras esto, visitó el Círculo de la Amistad y tuvo lugar una comida en el Hotel Suizo.
En enero de 1917 los andalucistas convocaron una asamblea de las provincias andaluzas en Ronda para ese mismo año, pero tuvo que aplazarse debido a la crisis política que sufrió España. El evento, conocido como Asamblea de Ronda, tuvo lugar entre el 13 y el 14 de enero de 1918 en el Casino de Artesanos y Artistas de Ronda. En ella se acordó lo siguiente: el reconocimiento de Andalucía como país, nación y democracia autónoma tomando como precedente ideológico más cercano la Constitución de Antequera de 1883; el establecimiento de los símbolos nacionales, como son la bandera verdiblanca con un escudo con Hércules (inspirado en el de la ciudad de Cádiz) y las leyendas "Dominator Hércules Fundator" arriba y "Andalucía por sí para España y la humanidad" abajo; y el apoyo a la Asamblea de Parlamentarios que se había organizado en 1917 en Madrid y Barcelona ante la suspensión de las libertades constitucionales por el gobierno en tiempos de crisis. Para Eloy Vaquero Cantillo, el hombre clave de esta asamblea fue Blas Infante.
La Asamblea de Ronda también acordó presentar un manifiesto a los ayuntamientos y diputaciones provinciales de Andalucía solicitando la intervención de todas las fuerzas políticas andaluzas en favor de la autonomía regional en iguales términos que catalanes y vascos. El Centro Andaluz de Sevilla presentó el manifiesto al Ayuntamiento y a la Diputación Provincial de Sevilla el 29 de noviembre de 1918.
El 22 de enero de 1918 Cambó dio un mitin con Blas Infante en Teatro Cervantes de Jaén.
En las elecciones generales de 1918, Blas Infante se presentó al Congreso de los Diputados por el distrito de Gaucín, pero no obtuvo su escaño. Según Leocadio Pérez de Vargas no salió elegido por un amaño del "cacique" de la zona de Casares-Gaucín-Estepona-Malviva, Luis Armiñán Pérez, que lo manejaba todo desde Madrid y era del Partido Liberal de Santiago Alba Bonifaz.
Entre 1918 y 1919, dentro de un periodo conocido como el Trienio Bolchevique, se estaban llevando a cabo luchas de campesinos andaluces pidiendo la reforma agraria y la revolución social, que eran reprimidas por el Estado. Esto llevó al ala más progresista del andalucismo a adoptar posiciones nacionalistas y más radicales. Por estas fechas surge el lema "¡Viva Andalucía libre!".
El 1 de enero de 1919 un Directorio Andaluz de Córdoba, encabezado por Dionisio Pastor, redactó un manifiesto. El Manifiesto de Córdoba consta de un preámbulo y tres apartados, titulados respectivamente Abolición de los poderes centralistas, Andalucía libre y La Federación Hispánica. Fue firmado por Blas Infante y por miembros de los Centros Andaluces de Jaén (Inocencio Fe, Emilio Álvarez, Juan García Jiménez y Manuel Rosí) y Córdoba (Dionisio Pastor, Eloy Vaquero, Francisco Azorín y Francisco Córdoba). Este manifiesto es de las pocas ocasiones en las que el andalucismo se define como netamente nacionalista y no se habla de España como nación, sino como un Estado cuyo centralismo es preciso abolir. En el manifiesto se habla de una unidad de España solamente si se articula en una federación hispánica:

Sentimos llegar la hora suprema en que habrá que consumarse definitivamente el acabamiento de la vieja España [...] Declarémonos separatistas de este Estado que, con relación a individuos y pueblos, conculca sin freno los fueros de la justicia y del interés y, sobre todo, los sagrados fueros de la Libertad; de este Estado que nos descalifica ante nuestra propia conciencia y ante la conciencia de los Pueblos extranjeros [...] Ya no vale resguardar sus miserables intereses con el escudo de la solidaridad o la unidad, que dicen nacional. [...] Andalucía es una nacionalidad porque una común necesidad invita a todos su hijos a luchar juntos por su común redención [...] sed el pueblo más eficiente en los Estados Unidos de España. Sea vuestro grito de combate y de victoria: ¡Por Andalucía, por España y la Humanidad!.
Manifiesto de Córdoba

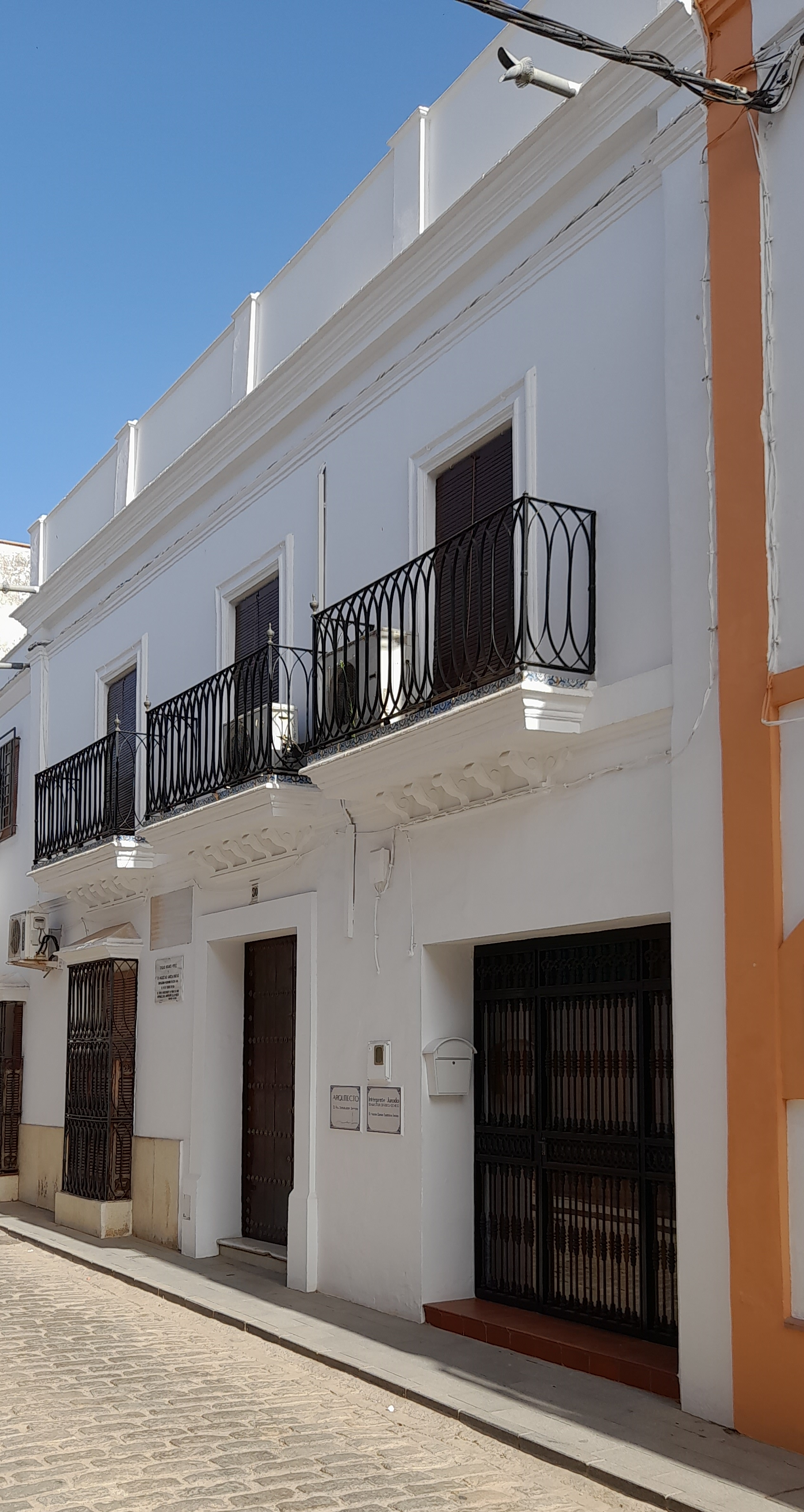
Casa familiar de Angustias García Parias, esposa de Blas Infante, donde contrajo matrimonio en 1919. Peñaflor.

Infante se casó el 19 de febrero de 1919 con Angustias García Parias en una capilla de la casa de la familia de ella, en Peñaflor. Tuvieron cuatro hijos. Su esposa y la familia materna de la misma nunca vieron bien la militancia andalucista de Blas Infante.
El 18 de mayo de 1919 se celebró una asamblea política con republicanos federales, los andalucistas y los socialistas autónomos de la provincia de Sevilla. De esta asamblea salió la Candidatura Demócrata Andaluza, conformada por Blas Infante, Alejandro Guichot y Sierra e Isidoro Acevedo. La candidatura se proclamó el 26 de mayo. Según el Manuel Ruiz Lagos, el 29 de mayo vieron obstruidas todas sus actuaciones. Las elecciones generales se celebraron en junio de 1919 y, también según Ruiz Lagos, una hora después de abiertos los colegios electorales ya corría el rumor de que los andalucistas habían perdido. Y, en efecto, la candidatura fue un fracaso.
El 10 de marzo de 1920 Blas Infante fundó la revista semanal Avante. Ese mismo año fundó la editorial Biblioteca Avante, con sede social en la calle San Pedro Mártir, número 15, de Sevilla.
Escribió, junto con José Andrés Vázquez, La Sociedad de las Naciones, que fue publicada en 1919 en la Imprenta de Gómez Hermanos. En esta obra defiende que los países, articulados en federaciones, se asocien entre sí para la paz universal. También escribió la obra de teatro Motamid, último rey de Sevilla (editada por Biblioteca Avante en 1920), Cuentos de animales (editada por Biblioteca Avante en 1921 e ilustrada por Andrés Martínez de León), Los mandamientos de Dios a favor de los animales (editada en la Imprenta Vázquez de Sevilla, 1921), La dictadura pedagógica (editada por Biblioteca Avante en 1921), Reelección Fundamental. Primer volumen. La Religión y la Moral (editada en 1921 por Biblioteca Avante) y la obra de teatro inacabada Almanzor (escrita a comienzos de la década de 1920 y publicada en 2012).
En 1921 Alfonso Lasso de la Vega propuso la creación de una Ciudad Universitaria de la Hispanidad, que se ubicaría cerca de las ruinas romanas de Itálica, y la excavación y puesta en valor de los restos romanos. La idea de la Ciudad Universitaria de la Hispanidad fue asumida por Infante, que propuso también la creación de un Senado Bético, esto es, una especie de academia nacional andaluza de artes, ciencias y letras. Este Senado Bético, que contaría con una Gaceta Regional, se encargaría de diversas propuestas, como eran: construir un túnel entre Tarifa y Ceuta; construir una gran presa que aprovechase las corrientes del estrecho de Gibraltar y sobre la cual discurriese un puente; la construcción de un aeropuerto para Europa y la Hispanidad, así como otros aeropuertos provinciales y cuatro en el entorno del estrecho de Gibraltar; aprovechar las marismas del Guadalquivir para convertirlas en un "nuevo Egipto"; y juntar en un mismo lugar una feria de muestras hispanoamericana y filipina con una regional agrícola y ganadera.
Infante también propuso la creación en la región de una editorial hispano-americana, filipina e hispano-árabe. También planteó la existencia de una productora de cine andaluza y de sociedades de escritores, artistas y actores.
En septiembre de 1923 comenzó la dictadura de Miguel Primo de Rivera, en la cual se cerraron los centros andaluces y se censuraron sus publicaciones. Ese año Blas Infante permutó su notaría en Cantillana por otra plaza de notario en Isla Cristina, provincia de Huelva, residiendo hasta 1931 en la calle Diego Pérez Pascual (antigua calle Real), donde una placa le rinde homenaje. Su hija mayor, Luisa Infante, describe estos años de la siguiente forma:

Es la época más feliz de mi madre ya que mi padre abandonó toda actividad pública de tipo andalucista, cerrados como fueron además los centros andaluces, y se dedicó de lleno a sus tareas profesionales, a largas excursiones por la costa, refugiándose en una mayor vida familiar y en las cartas que escribía a sus antiguos compañeros de Sevilla y Córdoba.

El 15 de septiembre de 1924 viajó a Marruecos para visitar la tumba de Al-Mutamid. Debido a la guerra del Rif el paso por el país se hizo complicado. Acompañado por un hombre apellidado Vidal y por su intérprete, el oraní Ben Abluben Mussa, llegó a la tumba de Al-Mutamid en Agmat y conoció a un supuesto descendiente suyo llamado Omar Dukali. Algunas fuentes sostienen que entonces se convirtió al islam mediante la shahada, en una pequeña mezquita de Agmat, adoptando el nombre de Ahmad. Los testigos del acto por el que Infante se habría reconocido musulmán fueron dos andalusíes nacidos en Marruecos y descendientes de moriscos: Omar Dukali y otro de la kabila de Beni-Al-Ahmar. Sin embargo, su familia no cree en esta supuesta conversión al islam de Blas Infante. En una entrevista publicada por los diarios del Grupo Joly, su hija, María de los Ángeles Infante, niega su filiación islámica y afirma que habría sido admirador de santa Teresa y de san Juan de la Cruz, además de benefactor del convento de dominicas ubicado en la calle San Vicente de Sevilla. Enrique Iniesta señala que Blas Infante pagó la dote de la monja sor San Miguel de los Santos para que entrase en el citado convento y que en 1925 donó cinco pesetas a la institución para que comprasen un armonio. Christiane Stallaert, citando a José Luis Ortiz de Lanzagorta, sostiene que no se convirtió al islam, y que se habría caracterizado por el deísmo y el anticlericalismo. También se le ha descrito como «laicista». En lo que respecta a su espiritualidad, Enrique Iniesta ha encontrado en escritos inéditos de Blas Infante menciones a 36 santos y 175 teólogos, ortodoxos y heterodoxos.
Su hermano Ignacio había comprado un chalet en San Luis de Sabinillas y en el verano de 1925 se reunieron allí Ginesa, ya viuda, Ignacio con su esposa Matilde y sus hijos, María Angustias y Blas. Durante algunos días también fueron visitados por sus primos, los Salas y Leocadio Pérez de Vargas.
Leandro Álvarez Rey publicó una reseña sobre un discurso pronunciado por Blas Infante en el acto de consagración del templo de la Logia Redención n.º 16 de Ayamonte el 9 de agosto de 1925. Sobre su pertenencia a la masonería Álvarez Rey y otros historiadores dicen haber documentado su pertenencia a la Logia Fe y Democracia n.º 22 de Sevilla, adscrita a la obediencia de la Gran Logia Española. Consta que esta logia sevillana estuvo activa en 1924 y 1935.
En el verano de 1926 visitaron a Blas Infante en Isla Cristina su hermano Ignacio y sus primos Francisco Salas y Leocadio Pérez de Vargas. En una visita a Ayamonte se encontraron con una prima apellidada Salas, que estaba casada con el general de carabineros Santaella. Todos juntos realizaron una excursión por el curso del río Guadiana.
El 28 de mayo de 1928 nació en Isla Cristina su hija Luisa Ginesa.
En connivencia con el cónsul de España en Faro, realizará un homenaje a Al-Mutamid en Silves, Portugal. El acto tuvo lugar entre finales de septiembre y principios de octubre de 1928.
En 1929 viajó a Galicia y se puso en contacto con los redactores de la revista nacionalista gallega Nós, que seguía publicándose a pesar de la dictadura.
Por estas fechas mantuvo correspondencia con el catalanista Joaquín Casas Carbó.
En Isla Cristina, empezó con los apuntes de una nueva obra, titulada Orígenes de lo flamenco y secreto del cante jondo, escrita entre 1929 y 1933 y publicada por la Junta de Andalucía en 1980.
El 9 de enero de 1930 Blas Infante dio una conferencia en la Sociedad Económica de Amigos del País de Málaga con el título Continuidad de Andalucía.
El dictador Miguel Primo de Rivera dimitió a finales de enero de 1930.
El 4 de agosto de 1930 nació, también en Isla Cristina, su segunda hija, María de los Ángeles.
En marzo de 1931 Blas Infante se preparaba para trasladarse y ser notario en Coria del Río, cerca de Sevilla. Se instaló a vivir provisionalmente en la calle Montevideo, número 15, del barrio sevillano de El Porvenir.

### Segunda República
El 14 de abril de 1931 se proclamó la Segunda República. El 17 de abril Blas Infante envió una carta a Justo Feria, presidente en Sevilla del Partido Republicano Federal, para hacerse miembro. Esta misiva fue publicada en los periódicos El Liberal de Sevilla y La Voz de Córdoba el 21 de abril.
Con datos de 1919, el 59% del suelo español no se cultivaba, el 78% de lo cultivado se explotaba de forma deficiente (sembrando el terreno cada dos o tres años y por procedimientos extensivos) y el 79% de las tierras no cultivadas carecían de bosque. Mientras tanto, mucha gente estaba en paro y los productos agrícolas escaseaban y se encarecían. En 1931 cada uno de los 99 grandes de España era dueño, en promedio, de 5 391 hectáreas. En aquella época, con solo 125 hectáreas una familia podía sostener a seis hijos.
Por Decreto del 21 de mayo de 1931 se convocó una Comisión Técnica Agraria con "ingenieros agrónomos, forestales, pecuarios, economistas estadísticos, agricultores, juristas y obreros" que debía realizar trabajos preparatorios para documentar proyectos y redactar las bases jurídico-económicas de la reforma agraria, determinar el plan de realización y proponer instituciones crediticias y de enseñanza complementarias. De Sevilla acudieron a Madrid a colaborar con esta comisión Blas Infante, en calidad de jurista, y Pascual Carrión, ingeniero agrónomo. En julio de 1931 ya había terminado de realizar las bases para lo que fue creada.
El militar y aviador gallego Ramón Franco organizó una conferencia con la colonia gallega en Madrid el 12 de junio de 1931. Blas Infante, que intentaba que Ramón se adhiriera a su causa, estuvo presente en el acto pero no pudo hablar porque se fue la luz de la sala.
El 7 de mayo de 1931 los andalucistas Francisco Chico Ganga (zapatero), Mariano López Muñoz (periodista), Rafael Ochoa Vila (confitero) y Blas Infante (notario), miembros de la Junta Liberalista de la Agrupación Republicano Federal Andaluza, firmaron y publicaron un escrito dirigido a la Diputación de Sevilla para que esta convocase una asamblea de diputaciones andaluzas que manifestase la unidad política de Andalucía y que elaborase un estatuto de autonomía.
La solicitud fue acogida por el presidente de la Diputación Provincial de Sevilla, Hermenegildo Casas, que la derivó el 13 de junio de 1931 a la Comisión Gestora de la Diputación.
En una entrevista el 19 de junio de 1931 Blas Infante habla de una comisión liberalista de Andalucía, creada en el seno de los republicanos federales, que había elaborado un manifiesto firmado por Francisco Chico, Rafael Ochoa y Mariano López Muñoz.
Blas Infante, que era desde abril miembro del Partido Republicano Federal, se presentó a las elecciones generales de 1931 con este partido por Córdoba junto con Eloy Vaquero Cantillo, Ramón Carreras Pons, Rafael Delgado Benítez, Antonio Jaén Morente, José Luna Gañán, Ramón Rubio Vicenti, Manuel Ruiz Maya y Rafael Sánchez-Guerra y Sáinz. Sin embargo, por discrepancias con el líder de la candidatura, Eloy Vaquero, se desmarcó de la misma en plena campaña electoral.
Posteriormente, Blas Infante pasó a integrar la Candidatura Republicana Revolucionaria Federalista Andaluza, en la que estaban también Ramón Franco, Pablo Rada, Antonio Rexach y Fernández Parga y José Antonio Balbontín. Políticamente repudiaba el centralismo y defendía el federalismo. También rechazaba el caciquismo. Proponía una reforma económica que incluía: confiscar los bienes a los dueños de capitales emigrados; la fusión de todos los bancos en instituciones nacionales que atendiesen al crédito industrial, comercial y agrario; sustituir las importaciones por producción local; acabar con los monopolios; reforma tributaria; participación obrera en la gestión empresarial; la reforma agraria por decreto sin indemnizar; y el cultivo colectivo de algunas tierras. Proponían una reforma de la justicia y su gratuidad. Además, abogaba por la libertad de enseñanza, la libertad matrimonial y libertad religiosa.
Durante la campaña electoral, se acopió munición en la base aérea militar de Tablada, en Sevilla, lo que había sido ordenado previamente por Ramón Franco ya que esta carecía de bombas. En un acto en esta base los soldados mostraron su simpatía por el anarquista Pedro Vallina, que apoyaba la candidatura de Infante. Paralelamente, un avión fue usado por el partido para tirar propaganda de la candidatura desde el aire y en el fuselaje tenía escrito "Viva Andalucía libre". Unos decían que el avión era militar, otros que estaba pilotado por Ramón Franco y Blas Infante daba por supuesto que el avión era de Rexach y que este mismo lo pilotaba. El 24 de junio la candidatura celebró un mitin en Lora del Río, el escenario se hundió y resultó herido Ramón Franco, que fue ingresado en un hospital que había en la base de Tablada. El gobierno actuó como si hubiese un complot revolucionario y envió a Sevilla al general José Sanjurjo, que llevó a cabo un despliegue de tropas por la ciudad. Esta acusación provocó un severo golpe a la candidatura andalucista que, en las elecciones del 28 de junio, solo obtuvo un diputado, Ramón Franco, quedando Blas Infante a pocos votos de conseguir un escaño. El escaño no sirvió a los andalucistas, ya que un político podía presentarse a dos circunscripciones y Ramón, que se había presentado también por Barcelona con ERC, escogió esta última opción. Según el historiador Manuel Ruiz Romero el complot jamás existió.
Por el supuesto complot de Tablada hubo numerosos detenidos en la base. En junio de 1931 José Antonio Balbontín pidió la anulación de las elecciones y Blas Infante y el capitán Antonio Rexach negaron en la prensa los hechos atribuidos. Pablo Rada fue encarcelado y procesado. En octubre de 1931 Pablo se fugó de la cárcel y, en su búsqueda, se registraron los domicilios de Pedro Vallina y de Blas Infante. Pocos días después, el fugado volvió a ser arrestado.
En julio de 1931 Ramón Franco pidió en el Congreso de los Diputados impugnar el acta de Sevilla argumentando que lo que pasó en Lora del Río fue un atentado, que se levantó contra él una mentira relacionada con un bombardeo y que las elecciones se celebraron bajo coacciones del ejército y de la guardia civil. A finales de 1931 Blas Infante publicó su versión de lo sucedido en La verdad sobre el complot de Tablada y el Estado libre de Andalucía. Esta obra fue ilustrada por su amigo Andrés Martínez de León.
Hermenegildo Casas, que además de presidente de la Diputación de Sevilla fue diputado socialista en las Cortes, impulsó un cuestionario para diputados en las Cortes, municipios, sindicatos y otros entes sociales.
El 18 de julio de 1931 Crisol, diario de la República anunciaba que la comisión de diputados provinciales de Andalucía encargada de la redacción del estatuto había terminado su trabajo. Este Estatuto del Gobierno Autónomo para Andalucía era de carácter federal.
El 20 de julio de 1931 comenzó una huelga en Sevilla. El 22 de julio se decretó el estado de guerra, pasando el mando al general Leopoldo Ruiz Trillo. En la madrugada del 23 de julio abatió a tres comunistas en el Parque de María Luisa. El día 23 de julio se disparó 23 veces con un cañón de guerra a la Casa Cornelio, que albergaba el establecimiento El Colmao del Salvador, donde se reunían comunistas, y que había sido previamente evacuada. Este episodio generó escritos de Blas Infante, Miguel Maura, Joaquín Arrarás, Paul Preston y Manuel Tuñón de Lara.
El Estatuto del Gobierno Autónomo para Andalucía fue presentado a las Cortes a mediados de agosto de 1931. No obstante, su tramitación se vio retrasada por la elaboración de la Constitución.
El 26 de noviembre de 1931 nació en la casa del barrio sevillano de El Porvenir su único hijo varón, Luis Blas.
El 9 de diciembre de 1931 se aprobó la Constitución de la República. Los artículos 8, 11 y 12 permitían que una provincia o conjunto de provincias limítrofes cuya voluntad autonómica quedase demostrada (mediante la aprobación de la mayoría de los ayuntamientos o de los que comprendieran las dos terceras partes del censo electoral y con la aprobación por referéndum de dos terceras partes de los electores de la región) podrían tener su estatuto de autonomía con determinadas competencias, que debería ser aprobado por las cortes españolas por ley.
Como se rechazó un modelo federal para España hubo que readaptar la propuesta de estatuto andaluz.
En febrero de 1932 las diputaciones andaluzas redactaron un segundo texto identificando la autonomía con una mancomunidad de instituciones provinciales. También crearon una Comisión Organizadora para una futura Asamblea Regional Andaluza que dinamizaría los encuentros provinciales preparatorios para la asamblea y que coordinaría sus propuestas.
Blas Infante se trasladó con su familia de la calle Montevideo a la calle Palmas (nombre que tuvo la calle Jesús del Gran Poder) de Sevilla. En 1932 comenzó a ejercer de nuevo la abogacía en esta ciudad, con su despacho en la calle Palmas, número 67.
En 1932 nació la Junta Liberalista de Andalucía (JLA), que se describe a sí misma en el primer número del semanario Andalucía libre el 10 de abril de 1932. A ella podía pertenecer cualquier individuo con independencia de su partido o asociación y, entre sus lemas, está:

Trabajar generosamente por la restauración y libertad de Andalucía para que esta llegue a ser por sí; pero no para sí, sino para España y la Humanidad

Un activo miembro de la Junta Liberalista en Sevilla que mantuvo un estrecho contacto con Blas Infante fue el Juan Álvarez-Ossorio y Barrau. En 1931 Juan había fundado Asociación Socialista Independiente Andaluza, que se mostraba crítica con el PSOE. También fue liberalista el cordobés Rafael Castejón y Martínez de Arizala, miembro del Partido Republicano Autónomo, en cuyo seno promovió una propuesta de estatuto andaluz que fue aprobada en un congreso por unanimidad. En Granada se destacó el liberalista Miguel Álvarez Salamanca, colaborador de las publicaciones El defensor de Granada y Vida marroquí y miembro de la Logia Alhambra.
En los primeros números del semanario Andalucía libre escribieron Blas Infante y Pedro Vallina.
En mayo de 1932 tuvo lugar huelga de campesinos en la provincia de Sevilla, convocada por el sindicato anarquista CNT. Los huelguistas acumularon numerosas bombas en varios municipios y un secretario de la CNT estuvo a punto de fallecer en Montellano por la explosión de una bomba que estaba manipulando. Se clausuraron los centros de la CNT de la provincia, se produjeron multitud de detenciones y el anarcosindicalista Antonio Rosado, que estaba siendo tratado en el sanatorio de Cantillana por el doctor Pedro Vallina, fue metido en la cárcel. El diputado Eduardo Ortega y Gasset se preocupó por el estado de los presos. Eduardo y Blas Infante fueron a visitar a Antonio Rosado prisión. Según cuenta el propio Rosado, Eduardo pasó a ser su abogado defensor y este y su hermano José visitaron algunos ministerios. Además, Eduardo interpeló al ministro de la Gobernación el Parlamento. Con ello lograron una mejora en la situación de los presos. Finalmente, Rosado salió en libertad provisional.
El 9 de septiembre de 1932 se aprobó la ley de reforma agraria para repartir los latifundios.
El 5 de octubre de 1932 Blas Infante acudió a una reunión del Centro de Estudios Andaluces, que Alfonso Lasso de la Vega había fundado en el Alcázar de Sevilla. El 9 de octubre viajó a Casares para promover excavaciones arqueológicas en Lacipo. El 15 de octubre constituyó la Juventud Liberalista de Andalucía. El 16 de octubre dio una conferencia en la Sociedad Económica de Amigos del País de Sevilla sobre el estatuto andaluz y volvió a intervenir sobre lo mismo en el Círculo Radical Socialista de Dos Hermanas.
El 10 de noviembre de 1932 Blas Infante y Alfonso Lasso de la Vega fueron ponentes en la petición del doctorado honoris causa por la Universidad de Sevilla a Alejandro Guichot.
El 4 de diciembre de 1932 fue al Ayuntamiento de Dos Hermanas, donde era abogado, para izar en él la bandera andaluza.
En noviembre de 1932 fue a Utrera para dar una conferencia sobre historia de Andalucía. El 28 de noviembre fue a Los Palacios participó en una velada político-cultural organizada por la Izquierda Radical Socialista donde disertó sobre la significación de Andalucía en la república.
La Asamblea Regional Andaluza se celebró en los días 29, 30 y 31 de enero de 1933 en el Círculo de la Amistad de Córdoba. Hermenegildo Casas le cedió la palabra a Blas Infante, que habló de constituir una junta regional, de la creación de una ley municipal que concediera autonomía a los ayuntamientos y la facultad de federarse entre sí, de obtener (conforme al artículo 19 de la Constitución) atribuciones necesarias para paliar el paro y realizar una reforma agraria de una forma rápida y eficaz, de conseguir atribuciones para crear centros de cultura andaluza y de demandar las facultades necesarias para disponer de los recursos necesarios para llevar a cabo todos los fines mencionados. Finalmente, se acordó un Anteproyecto de Bases para el Estatuto de Autonomía de Andalucía, con la intención de someterlo a los ayuntamientos andaluces para que lo informaran y, posteriormente, una nueva asamblea redactara el proyecto de estatuto definitivo y así se pudieran iniciar los trámites del artículo 12 de la Constitución republicana.
Al terminar la Asamblea de Córdoba tuvo lugar un almuerzo en el Círculo de la Amistad. En aquel momento Blas Infante gritó "¡Viva Andalucía libre!". Entonces Joaquín García Hidalgo, diputado a Cortes por Córdoba, dijo: "Protesto ese viva Andalucía libre". Entonces Infante le respondió: "¿Qué quiere usted que dijera, viva Andalucía esclavizada?". Entonces García Hidalgo replicó: "Bastaba con haber dicho viva Andalucía o viva Andalucía española; porque con este viva Andalucía libre no veo posibilidad de estatuto andaluz". Este diálogo apareció en el periódico ABC el 1 de febrero y fue muy comentado.

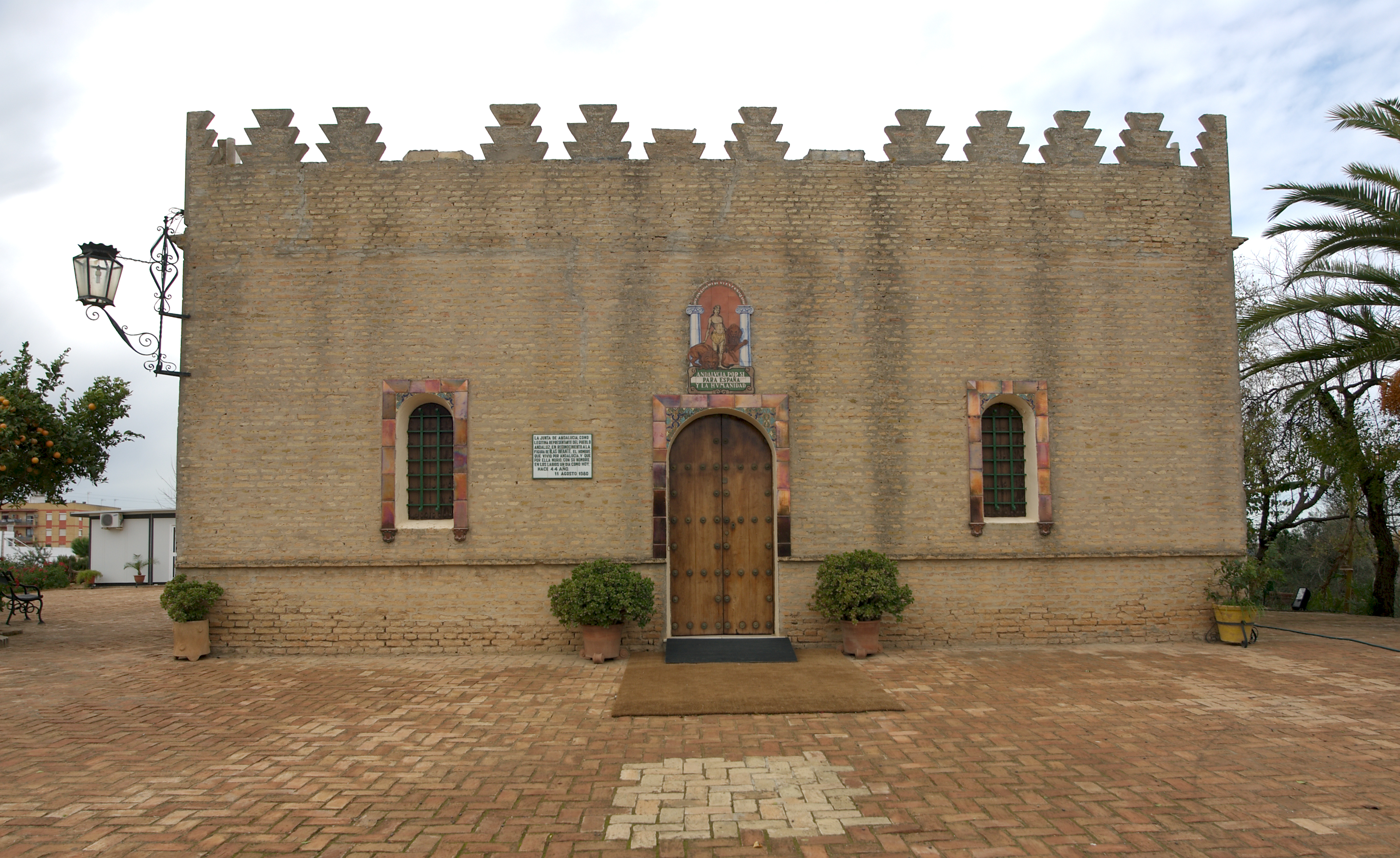
Casa de Blas Infante en Coria del Río

Blas Infante se construyó una casa en Coria del Río que llamó Dar al-Farah (en árabe "Casa de la Alegría") inspirada en la arquitectura de Al-Ándalus. Se trasladó a vivir con su familia a esta casa en 1933. Frecuentemente, daba con su familia paseos por el campo de Coria y de La Puebla del Río.
Blas Infante despachaba sus asuntos en la notaría en su casa de Coria del Río, con la ayuda de un oficial apellidado Rioja, y se desplazaba luego a Sevilla, en tranvía o en el taxi de su amigo Antonio Polita, para atender su bufete. Su trabajo de abogado lo realizaba con el procurador José Martínez Luna.
En su casa de Coria del Río guardaba objetos que para él eran de gran valor: un retrato al óleo que él mismo pintó basándose en una estampa de san Juan de la Cruz, un grabado antiguo de Casares, un cilicio, un sillón que perteneció a Emilio Castelar, un tarjetón con el menú del almuerzo organizado por el director general de Prensa Gráfica Mariano Zavala el 9 de octubre de 1916 en la Venta de Tabladilla, las colecciones completas de las publicaciones Bética y Grecia, la chilaba y el alfanje de un supuesto descendiente de Boabdil que se trajo de Marruecos, la bandera blanca y verde del Centro Andaluz, un lienzo de Hércules, el reglamento del internado de Archidona y la fotografía de María Angustias vestida de primera comunión. También conservaba una estampa del Cristo Yacente de la Hermandad del Santo Entierro de Sevilla, en cuyo reverso había escrito:

Recuerdos de la Semana Santa en Sevilla. Visión. Pensamientos. 1. El entierro de Cristo... en el cortejo los más altos dignatarios de la Iglesia y de la Ciudad... Generalmente componen los cortejos fúnebres los matadores del difunto... 2. Cristo, personificación del espíritu redentor perseguido y martirizado siempre en sus encarnaciones humanas... honrado siempre en los cuerpos vacíos ya del espíritu... Los cuerpos muertos no comen ni combaten... Honrar a los espíritus sin cuerpo no es peligroso.

En su casa coriana también se conserva una plancha de grabado con una versión del escudo de Andalucía, realizada por Andrés Martínez de León con el diseño que le fue indicando Blas Infante. Este escudo tiene escrito "Andalucía por sí para Iberia y la humanidad". Esta versión, según Ortiz de Lanzagorta, fue realizada en 1917, en los preparativos de la Asamblea de Ronda de 1918, donde se acordó que el escudo rezase "Andalucía por sí para España y la humanidad". Un escudo de azulejos realizado por Pedro Navia y Campos en 1932, siguiendo las instrucciones de Blas Infante, fue colocado sobre la puerta de esta vivienda. Este escudo cerámico incluye los colores blanco y verde y el lema "Andalucía por sí para España y la humanidad".
En febrero de 1933 se fundó en Sevilla la Federación Autonomista de Municipios Andaluces. Esta fue una asociación de carácter político-administrativo promovida por la Junta Liberalista, la Juventud Autonomista Andaluza y el Partido Republicano Autónomo. Blas Infante se puso al frente de la misma, contando con la colaboración del jerezano Antonio Chacón Ferral.
Se presentó de nuevo a las elecciones generales de noviembre de 1933 por Málaga en la Candidatura Izquierda Republicana Andaluza, que no obtuvo ningún escaño.

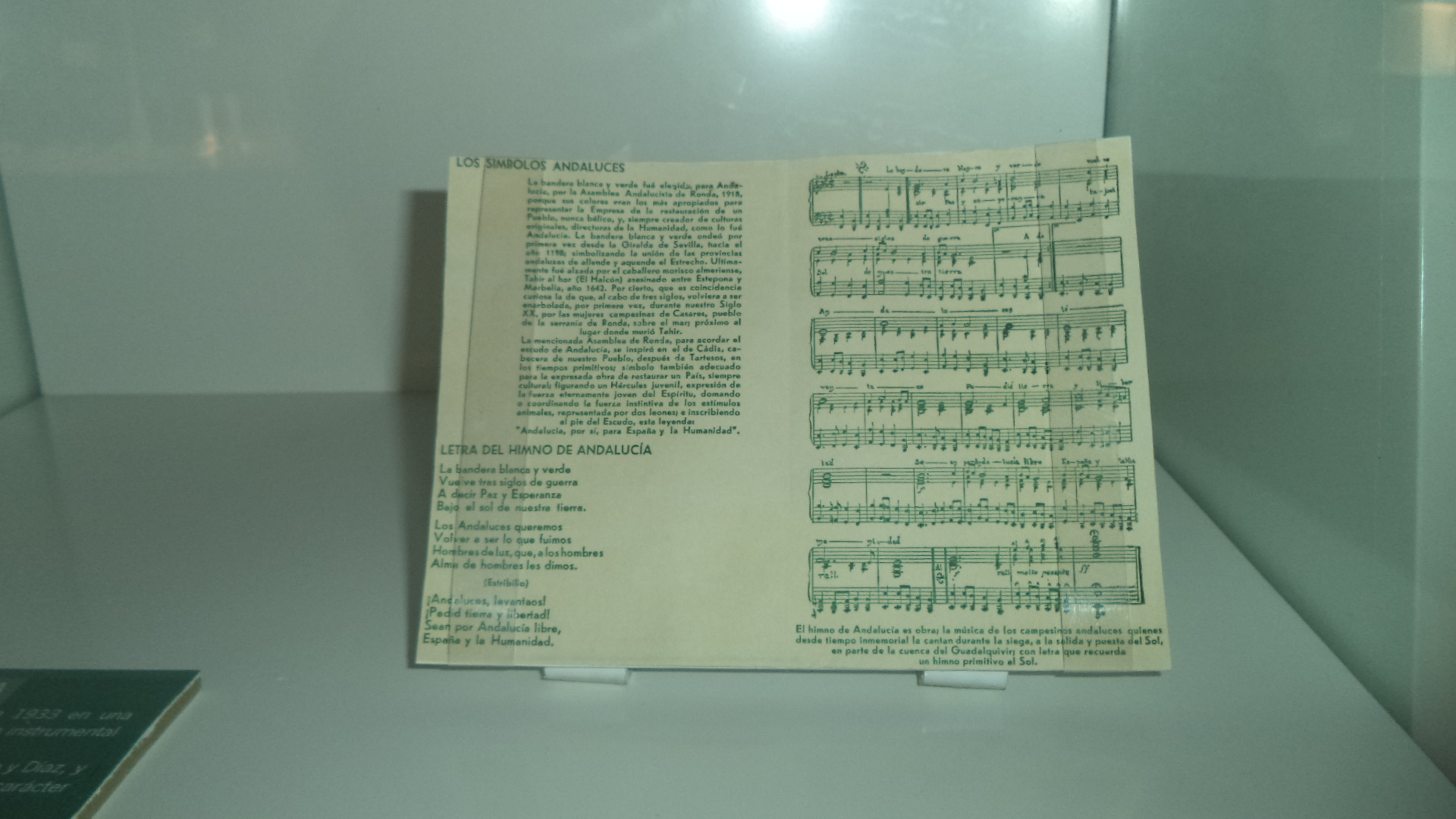
Díptico publicado por la Junta Liberalista de Andalucía en 1933, con la letra y la partitura del himno. Museo de la Autonomía de Andalucía, Coria del Río.

En 1933 la Junta Liberalista de Andalucía publicó, en la Imprenta J. Mejías de Sevilla, un díptico con el himno de Andalucía, que estaba compuesto por la melodía del Santo Dios y una letra de Blas Infante. José Castillo y Díaz aportó una transcripción para voz y piano y otra para banda. El Santo Dios era cantado por los niños en las Escuelas Pías andaluzas y por los jornaleros de Cantillana, Alosno (donde Infante lo anotó) y la cuenca del Guadalquivir. El estatuto de autonomía de Andalucía de 1981, en su artículo 6.2, dice que Andalucía tiene un himno que se aprobaría por ley. La ley fue aprobada en 1982, apareciendo la partitura  en el artículo 5 y la letra de Blas Infante en el artículo 6. El artículo 3.3 del estatuto de autonomía de Andalucía, reformado en 2007, dice:

Andalucía tiene himno propio, aprobado por ley de su Parlamento, de acuerdo con lo publicado por la Junta Liberalista de Andalucía en 1933

En enero de 1934 la Federación Autonomista de Municipios Andaluces celebró una asamblea en Córdoba para reagrupar el andalucismo disperso. En esta asamblea se trató la aprobación del estatuto andaluz y se conformó una Junta de Acción Andalucista que, bajo la influencia de los liberalistas, intentaría potenciar y difundir dicho estatuto.
El 3 de febrero de 1934 Blas Infante acudió a una cita de 44 representantes de varios grupos (Partido Republicano Autónomo, Federación Autonomista de Municipios Andaluces, Juventud Autonomista Andaluza, Junta Liberalista y socios del Ateneo de Sevilla) para conformar una unidad de acción. Se sumaron 32 personas más, entre las cuales estaban el sevillano Fernando Villalón, el granadino Miguel Álvarez Salamanca, el jerezano Antonio Chacón Ferral, el melillense Fermín Requena Díaz y el malagueño Martín Jiménez.
El 6 de octubre de 1934 el gobierno catalán proclamó un Estado Catalán dentro dentro una República Federal Española. Todos los miembros del gobierno catalán, menos Josep Dencàs (que huyó a la Roma fascista), fueron encarcelados, unos en Cartagena y otros en El Puerto de Santa María. En el segundo lugar estuvieron Lluís Companys (presidente de la Generalidad de Cataluña), Joan Comorera i Soler y Juan Lluhí. Blas Infante les escribió dos cartas a los presos y fue a visitarlos al penal de El Puerto de Santa María.
En 1935 pasó a tener su despacho de abogado de Sevilla en la plaza del Museo, número 2. En septiembre de ese mismo año, estaba establecido en la calle Miguel del Cid, número 30, donde tuvo también su sede la Junta Liberalista de Andalucía. De este último domicilio donde ejerció se conserva en su casa de Coria del Río la placa de cristal, con fondo negro y letras doradas, con su nombre y horas de bufete.
En 1935 se dedicó a más a su vida personal y laboral, así como a escribir. Entre sus escritos de esta época está Parábolas de reelector, unos apuntes en unas libretas que tituló El libro, un texto llamado Viajar hacia lo último y un trabajo sobre solidaridad y separatismo. En septiembre de 1935 publicó una de sus Cartas andalucistas, dirigida a la Junta Liberalista de Andalucía.
Con la ley del 1 de agosto de 1935 se paralizó la reforma agraria en España.
El 24 de septiembre de 1935 nació en la Clínica Santa Isabel de Sevilla, que estaba situada en la actual calle Luis Montoto, su hija Alegría de las Mercedes.
El 22 de diciembre de 1935 el líder falangista José Antonio Primo de Rivera dio un discurso en el Frontón Betis de Sevilla titulado Ni de izquierdas ni de derechas. Según Juan Álvarez-Ossorio y Barrau, José Antonio intentó atraer a la Junta Liberalista a su movimiento, pero esta se negó. Relata los hechos del siguiente modo:

Hubo una entrevista histórica, celebrada en los altos del Café Hernal, que estaba en la esquina de la calle Tetuán y plaza Nueva, ya desaparecido, provocada por Mergelina Laraña y Taviel de Andrade, a requerimiento de José Antonio. A aquella reunión asistieron miembros de la Junta Liberalista de Andalucía, a quienes se les expusieron la aspiración de Falange Española de sumar a su movimiento a todos los elementos disconformes con la actuación republicana para lograr hacer una España mejor; como medio de persuasión se les anunció la creación del por ellos denominado "el movimiento español", el gran apoyo que ya tenían y que si el gobierno republicano se resistía a la entrega del poder, engendraría una guerra civil corta y rápida y que, como los acontecimientos se acercaban rápidamente, el levantamiento español era cosa inmediata y había que estar en sus filas o frente a ellas. La contestación de la Junta Liberalista de Andalucía tras su deliberación fue formulada por Blas Infante en los siguientes términos: "Los andaluces no pueden aceptar como solución al problema español ninguna guerra civil, porque ninguna guerra es civilizada. Para regenerar a España existen medios mejores y más humanos, pues solo por esa humanidad podrá ser salvada".

El 16 de enero de 1936 Blas Infante escribió una carta al catalán Joaquín Casas Carbó sobre andalucismo.
En febrero de 1936 ganó las elecciones generales el Frente Popular. Por Decreto del 20 de marzo de 1936 se reanudó la reforma agraria en el país.
El 2 de abril de 1936 la Junta Liberalista editó y difundió entre entidades e individuos 7 000 ejemplares del Anteproyecto de Estatuto de Córdoba de 1933 junto con un cuestionario.
En abril de 1936 Infante estuvo en Madrid, en casa de su hermano Ignacio, en la calle Sagasta, 26. En este lugar, el 20 de abril, falleció su madre.
La última foto de Blas Infante, de abril de 1936, es de él en la Plaza de España de Sevilla acompañado por Joaquín Casas Carbó.
El 12 de junio de 1936 Infante dio una charla en el Ateneo Popular, situado entonces en la calle Cardenal Spínola de Sevilla, sobre la importancia del estatuto andaluz.
El 15 de junio Blas Infante hizo público su manifiesto A todos los andaluces.
La mañana del 20 de junio Blas Infante pronunció una conferencia pro-estatuto de la Junta Liberalista de Andalucía en Cádiz y estuvo hablando de este tema en Radio Cádiz con el alcalde, Manuel de la Pinta, y con el presidente del Centro Mercantil, Santiago Hervías. Esa tarde estuvo en un acto autonomista en Jerez de la Frontera.
El 5 de julio de 1936 se celebró una Asamblea Pro-Estatuto de Andalucía en la sede de la Diputación Provincial de Sevilla. Asistieron 76 personas, contando los votos delegados. Sobre todo venían de Sevilla y Córdoba. Había representantes de municipios andaluces como Lucena, Carmona, Jerez de la Frontera, Ronda y El Viso del Alcor. Asistieron también miembros de la Junta Liberalista, miembros del Liceo Andaluz de Madrid y el diputado Manuel Figueroa Rojas. El orden del día tenía tres puntos: 1.º el nombramiento de la Junta Regional organizadora del proceso estatutario, 2.º el nombramiento de ponencias que modificasen o aceptasen el Anteproyecto de Estatuto de Córdoba de 1933 y 3.º fijar el lugar y la fecha de la asamblea que aprobase el proyecto definitivo de estatuto. Con respecto al punto 1.º, el presidente de la Diputación de Sevilla, José María Puelles, propuso que Blas Infante fuese el presidente de honor de la Junta Regional, lo que fue aprobado por aclamación.
La Diputación Provincial de Cádiz convocó una asamblea con todos los alcaldes de la provincia. El acto tuvo lugar el 12 de julio en Cádiz y Blas Infante fue invitado. En esta asamblea se llegó al acuerdo de izar la bandera andaluza, junto con la de España, en todos los ayuntamientos de esa provincia.
El 14 de julio se izó la bandera de Andalucía en el Ayuntamiento de Sevilla.

### Guerra civil: detención y fusilamiento
El 18 de julio de 1936 se produjo el golpe militar que inició la guerra civil española. El general golpista Gonzalo Queipo de Llano nombró gobernador civil de Sevilla a Pedro Parias González. Recientemente, Blas Infante había ganado un juicio sobre un préstamo de 13 000 pesetas que un almacenista de harinas de Lora del Río había dado a los Parias. Por ello, el gobernador le dijo a José Martínez Luna:

Infante nos ganó un pleito, pero este se lo vamos a ganar nosotros a él

Coria del Río fue tomada por una columna de militares el 24 de julio.
El 2 de agosto tres falangistas, al mando del sargento Crespo, fueron llevados a la casa de Blas Infante en Coria del Río por un municipal. Llegaron a las 11 de la mañana y detuvieron a Blas. Crespo le preguntó a la esposa si era sobrina del gobernador Pedro Parias y ella contestó que sí. Entonces el sargento le dijo que él haría tiempo para que ella llegase a Sevilla antes que él para hablar con su tío. Blas Infante contestó que su mujer no tenía que ir a ver a nadie. Tras esto Crespo insistió, diciendo que debía verle por la gravedad de las órdenes que tenía que cumplir.
Entonces la esposa, Angustias, pidió por teléfono un taxi y llegó antes a Sevilla para hablar con Pedro Parias. Llegó a la sede del Gobierno Civil, que estaba situado en la actual calle Madrid, y Parias se negó a recibirla. Entonces recurrió a un amigo de Infante, el teniente coronel Jaime Coll, que la acompañó vestido de uniforme y entonces sí fue recibida. Angustias suplicó de rodillas por su marido y Parias dijo no saber nada del asunto. Entonces la esposa acudió a ver al procurador José Martínez Luna, dejó a los hijos en la casa de este, sita en la plaza de la Gavidia, y fue con él a la cercana sede de la División a ver al general Queipo de Llano. Según el historiador Juan Ortiz Villalba, los militares no la dejaron entrar.
Blas Infante fue metido en un coche y, una vez dentro, le esposaron. Le llevaron hasta el ayuntamiento de Coria, donde una persona apellidada Paz, le abofeteó en la cara y le escupió. El alcalde Miguel Delmás permitió que Blas Infante utilizase el teléfono para llamar al abogado Ángel Camacho Baños, presidente de la Sociedad Económica de Amigos del País y miembro del partido católico Acción Popular. Camacho pidió hablar con Crespo, que le informó que su orden era matar a Blas Infante en la carretera de Coria a Sevilla aplicándole la ley de fugas.
Finalmente, Crespo no obedeció la orden y Blas Infante llegó con vida Sevilla. Estuvo detenido en la sede de Falange, situada en la calle Trajano, y consiguió que le dejasen hablar durante una hora con su esposa. El 4 de agosto fue trasladado al antiguo Cine Jáuregui, situado en la calle Jáuregui.
Según otro detenido, el sindicalista de la UGT José Leal Calderi, había miles de personas hacinadas en el cine y debían estar en calzones blancos y dormir en el suelo. El mismo testigo informa de que a algunos detenidos les traían mantas sus familiares y que a Blas Infante le trajeron una silla, lo cual era poco común, y un colchón para dormir. En la parte de abajo del cine estaban los hombres y en la parte de arriba las mujeres. También apunta a que Blas tenía problemas de salud en las piernas.
Según Rosario Delgado Cruz, la esposa de Blas le llevaba cosas todos los días, como comida, y dice que consumía sandía e higos.
José Martínez Luna, que era un hombre muy religioso y amigo de los que controlaban la situación, intentó interceder por Blas Infante ante el gobernador, Parias, y ante el jefe de la Falange, Joaquín Miranda. Camacho Baños y el teniente coronel Coll intentaron que Blas fuese trasladado al Hospital Militar o a la enfermería de la Prisión Provincial alegando motivos de salud, ya que en el cine estaban teniendo lugar sacas de presos para su ejecución.
El 10 de agosto el gobernador Pedro Parias firmó una nota amenazando a los que intercediesen por los detenidos, diciendo que serían considerados "enemigos beligerantes".
Según el testigo José Leal, sobre las 11 de la noche del 10 de agosto él y Blas Infante se acostaron a dormir. Entonces, ya cerca de las 12 de la noche, llamaron a Blas por su nombre, se levantó y recogió el colchón donde dormía. Cogieron a otras tres personas, entre las que estaba el teniente alcalde Emilio Barbero Núñez, y se las llevaron. A todo el mundo le extrañó que cogieran solamente a cuatro personas, ya que los grupos de personas que tomaban por la noche para fusilar eran bastante mayores. Blas cogió su ropa y salió del cine.
Blas Infante fue fusilado la madrugada del 11 de agosto en el kilómetro 4 de la carretera de Sevilla a Carmona.
Los diferentes historiadores que han tratado el tema difieren en el número de personas y en la identidad de los que fueron fusilados con él. Entre ellos se ha mencionado a Emilio Barbero Núñez, al ex-alcalde de Sevilla José González Fernández de la Bandera y a los diputados socialistas Manuel Barrios Jiménez y Fermín de Zayas.
La mañana del 11 de agosto, cuando Angustias fue a visitar a Blas, le entregaron el colchón que ella le había comprado, su pluma estilográfica, su reloj y una alianza que tenía signos árabes.
Su cuerpo previsiblemente se encuentra entre los más de 1100 cuerpos de la fosa común de Pico Reja, la más grande de España, en el cementerio de San Fernando, siendo las víctimas casi todas fusiladas durante los comienzos de la contienda.
Cuando Angustias regresó a su casa de Coria encontró que habían entrado a registrarla, se habían llevado unas espingardas inservibles y habían intentado abrir la caja fuerte, en cuya cerradura dejaron la llave atascada. El herrero del pueblo no quiso acudir a la casa a arreglar aquello.
El 26 de octubre de 1936, en virtud de un bando publicado el 11 de septiembre sobre incautación de bienes a marxistas y rebeldes, se procedió a solicitar la incautación de todos los de Blas Infante. Ese año, la Guardia Civil envió tres documentos al alcalde presidente de la Comisión Gestora de Coria del Río preguntando sobre los bienes que tenía Blas Infante y las asociaciones a las que perteneció. El primer documento, del 30 de octubre, no obtuvo respuesta. El segundo, del 20 de noviembre, obtuvo una respuesta de los bienes pero no de las asociaciones. El tercero, del 26 de noviembre, solicitaba nuevamente información sobre dichas organizaciones. La casa de Coria estuvo incautada y cerrada, aunque la familia conservó la propiedad. Según testigos, los militares instalaron en el tejado un puesto de observación aéreo al que accedían con una escalera apoyada en la fachada.
La familia se fue de Coria a Sevilla, a una casa en la calle San Pedro Mártir, número 15.
Terminada la guerra, el 23 de abril de 1940, Angustias recibió una notificación indicando que había un proceso en el Tribunal de Responsabilidades Políticas contra su marido, por si quería formular algún escrito de defensa. El 4 de mayo de 1940 el tribunal, presidido por el coronel de infantería Rafael Añino Ilzarbe y contando como vocales con Francisco Díaz Plá y Francisco Summers, dijo en su sentencia que Blas Infante:

[...] formó parte de una candidatura de tendencia revolucionaria en las elecciones de 1931 y en los años sucesivos hasta 1936 se significó como propagandista de un partido andalucista o regionalista andaluz

En esta sentencia se argumentó que su muerte había sido fruto de la aplicación del Bando de Guerra dictado por la Autoridad Militar de la Región, achacándosele una grave oposición y desobediencia al mando legítimo y a las disposiciones que emanaban del mismo. En virtud del apartado L) del artículo 4.º de la Ley del 9 de febrero de 1939, se le puso una multa de 2 000 pesetas. Su viuda, Angustias, realizó el pago el 16 de mayo de 1940 gracias a un préstamo.
Esta sentencia contra una persona que había sido fusilada no fue algo único. El exalcalde de Sevilla José González Fernández de la Bandera, que fue fusilado en 1936, fue condenado por un tribunal semejante a 20 años y 1 día de cárcel el 9 de octubre de 1942.
Angustias pudo contar con una pensión de viudedad del Colegio Notarial y con el dinero de la venta de los muebles de la casa de Sevilla, del cortijo de las Villalonas (entre Peñaflor y Lora del Río) que había heredado y, finalmente, con la venta de la casa sevillana.
La familia de Blas Infante regresó a la casa de Coria en mayo de 1943.
Angustias terminó de pagar el préstamo de las 2 000 pesetas y sus intereses el 8 de octubre de en 1949.

## Reconocimientos
El 28 de febrero (Día de Andalucía) de 1980 tuvo lugar el Referéndum sobre la iniciativa del proceso autonómico de Andalucía. El estatuto fue aprobado por referéndum el 20 de octubre de 1981.
En el artículo 5 de la Ley 3/1982, de 21 de diciembre, sobre el himno y el escudo de Andalucía se habla de Blas Infante como padre de la patria andaluza.
El 13 y el 14 de abril de 1983 se debatió en el Parlamento de Andalucía la Proposición no de ley número 6/83 relativa a la referencia a Blas Infante en las ediciones oficiales del estatuto de autonomía para Andalucía. La proposición fue sometida a votación y aprobada por 57 votos a favor, 1 en contra y 6 abstenciones. Por ello, se añadió a las ediciones oficiales del estatuto andaluz un escrito en el que se le llama padre de la patria andaluza:

La Historia ha reconocido la figura de Blas Infante como padre de la patria andaluza e ilustre precursor de la lucha por la consecución del autogobierno que hoy representa el Estatuto de Autonomía para Andalucía. Blas Infante, con las Juntas Liberalistas que él creara, se coloca en la vanguardia del andalucismo al luchar incansablemente por recuperar la identidad del pueblo andaluz; por conseguir una Andalucía libre y solidaria en el marco irrenunciable de la unidad de los pueblos de España; por reivindicar el derecho de todos los andaluces a la autonomía y a la posibilidad de decidir su futuro. El Estatuto de Autonomía se ha logrado gracias a la aportación inestimable del pueblo andaluz que, en conjunto, ha desempeñado su protagonismo indiscutible en la recuperación de su identidad.

En 2007 se aprobó por referéndum la reforma del estatuto de autonomía andaluz. En su preámbulo se menciona a Blas Infante como padre de la patria andaluza y se habla de su liderazgo de las Juntas Liberalistas:

En los últimos 25 años, Andalucía ha vivido el proceso de cambio más intenso de nuestra historia y se ha acercado al ideal de Andalucía libre y solidaria por la que luchara incansablemente Blas Infante, a quien el Parlamento de Andalucía, en un acto de justicia histórica, reconoce como Padre de la Patria Andaluza en abril de 1983 [...] En 1933 las Juntas Liberalistas de Andalucía aprueban el himno andaluz, se forma en Sevilla la Pro-Junta Regional Andaluza y se proyecta un Estatuto. Tres años más tarde, la Guerra Civil rompe el camino de la autonomía al imposibilitar la tramitación parlamentaria de un Estatuto ya en ciernes. Esta vocación de las Juntas Liberalistas lideradas por Blas Infante por la consecución del autogobierno, por alcanzar una Andalucía libre y solidaria en el marco de la unidad de los pueblos de España, por reivindicar el derecho a la autonomía y la posibilidad de decidir su futuro, emergió años más tarde con más fuerza y respaldo popular

El 21 de enero de 1983 se constituyó la Fundación Blas Infante, que tiene entre sus fines el estudio de este personaje histórico y del andalucismo.
En 2002, con el apoyo de la Junta de Andalucía, se estrenó una película sobre la vida de Blas Infante titulada Una pasión singular, escrita y dirigida por Antonio Gonzalo y protagonizada por el actor Daniel Freire.
La Junta de Andalucía adquirió en octubre de 2001 la casa de Blas Infante en Coria del Río por 492 millones de pesetas para convertirla en casa-museo como patrimonio histórico y cultural andaluz. En 2006 se inauguró junto a la misma el Museo de la Autonomía Andaluza. Todos estos espacios son gestionados por el Centro de Estudios Andaluces, una fundación de la Junta de Andalucía inscrita el 4 de junio de 2001.
En 2013 se creó la Ruta Blas Infante, que en 2023 contaba con los municipios de Casares, Archidona, Castro del Río (municipio cordobés donde el movimiento campesino fue muy fuerte en la década de 1910), Cantillana, Ronda, Peñaflor, Isla Cristina, Manilva (que abarca San Luis de las Sabinillas, donde veraneó Blas Infante en 1925), Coria del Río y La Puebla del Río.
El 5 de julio de 2022 fue hecho hijo predilecto a título póstumo de Casares.

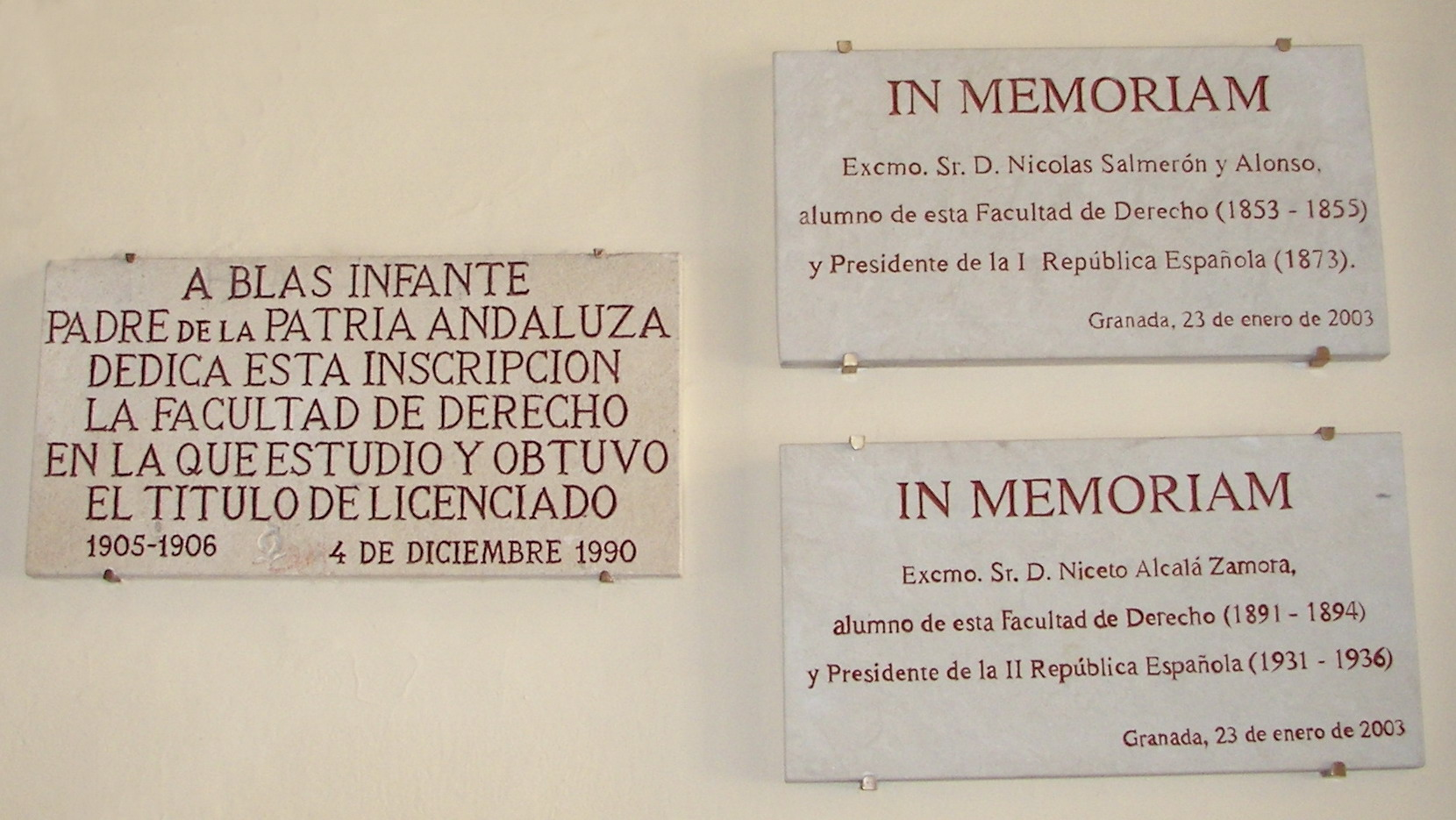
Placas conmemorativas ubicadas en la entrada de la Facultad de Derecho de la Universidad de Granada
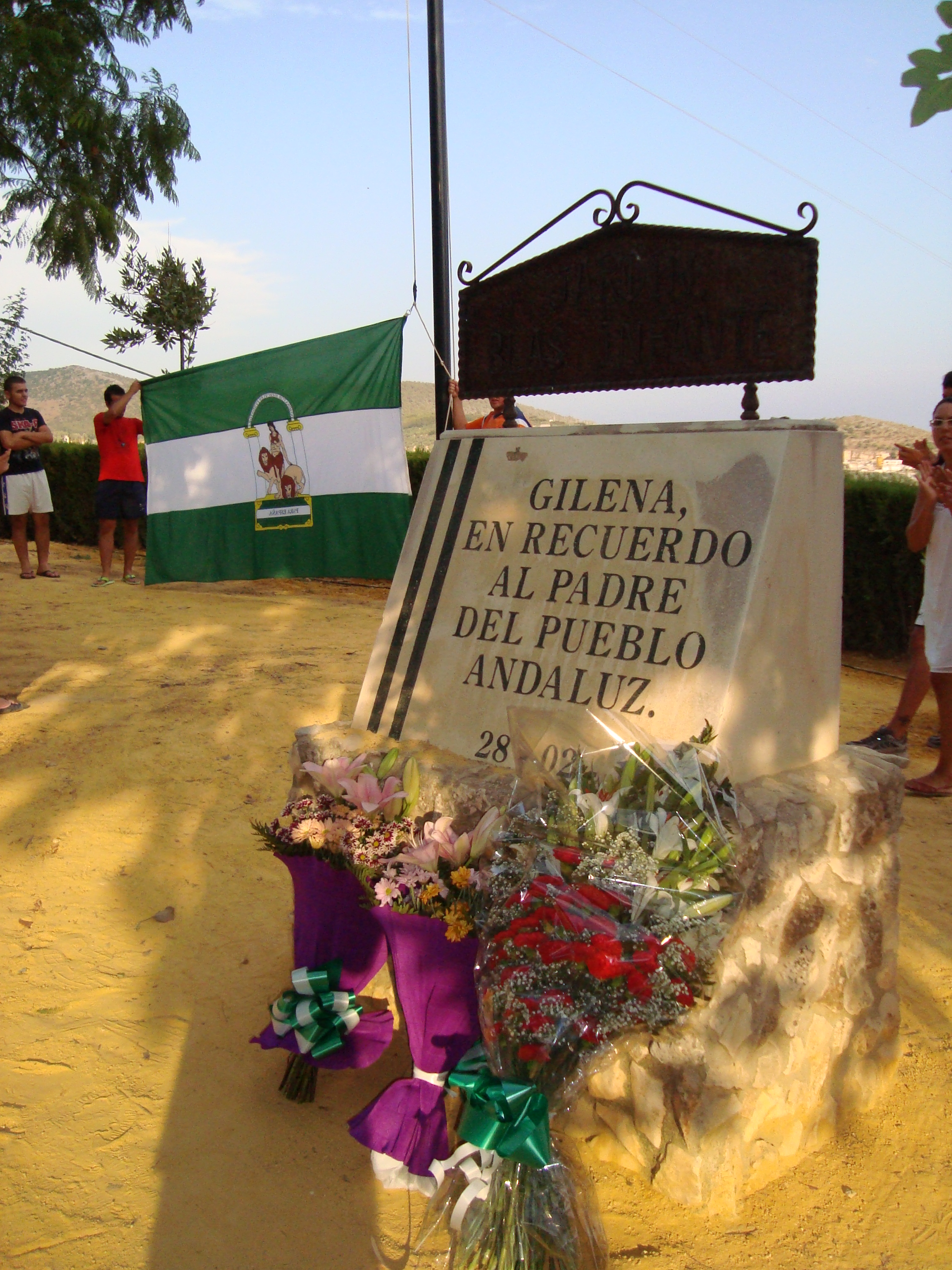
Monumento a Blas Infante en Gilena (provincia de Sevilla)
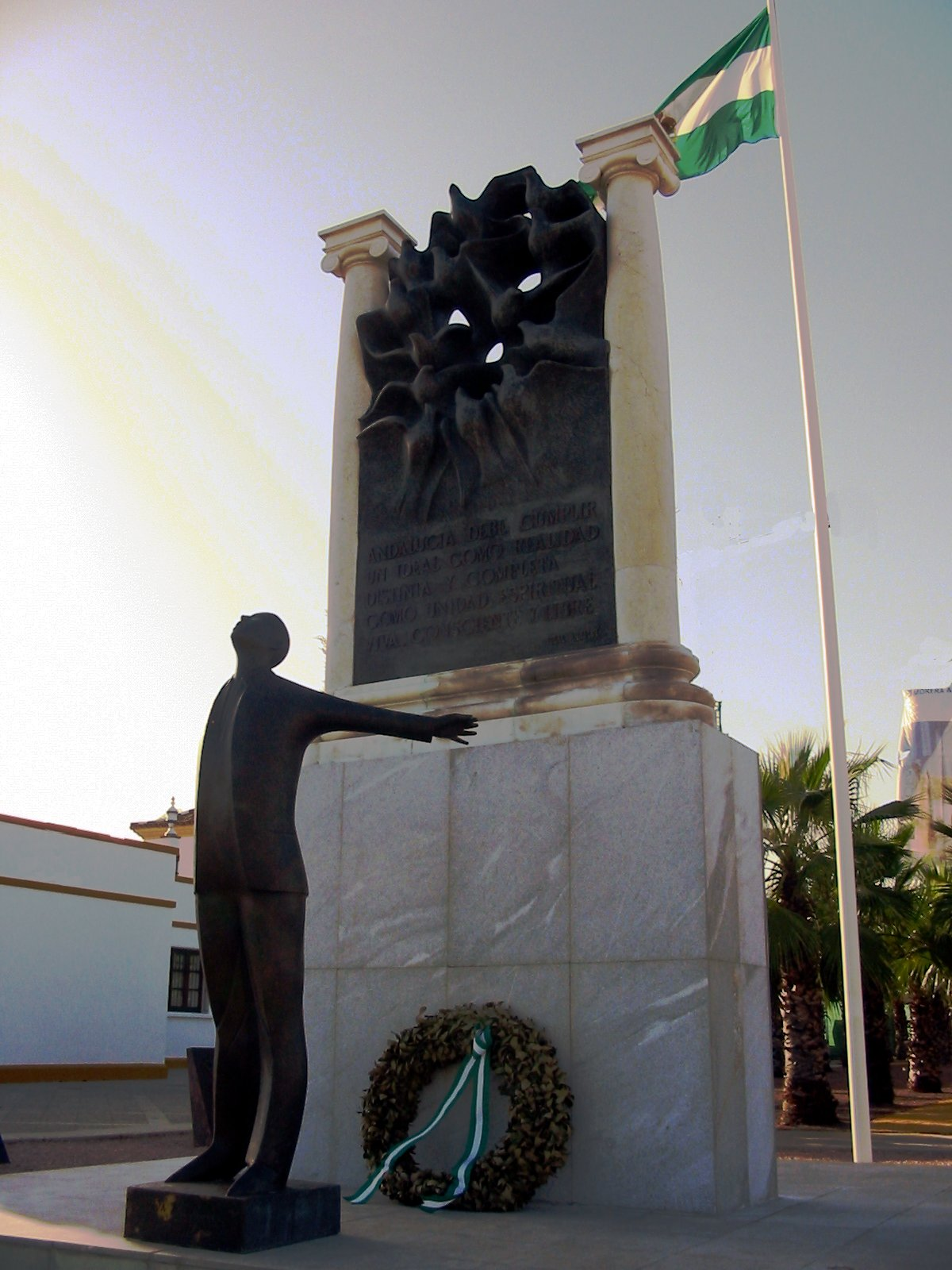
Monumento en honor a Blas Infante levantado en el lugar de su asesinato
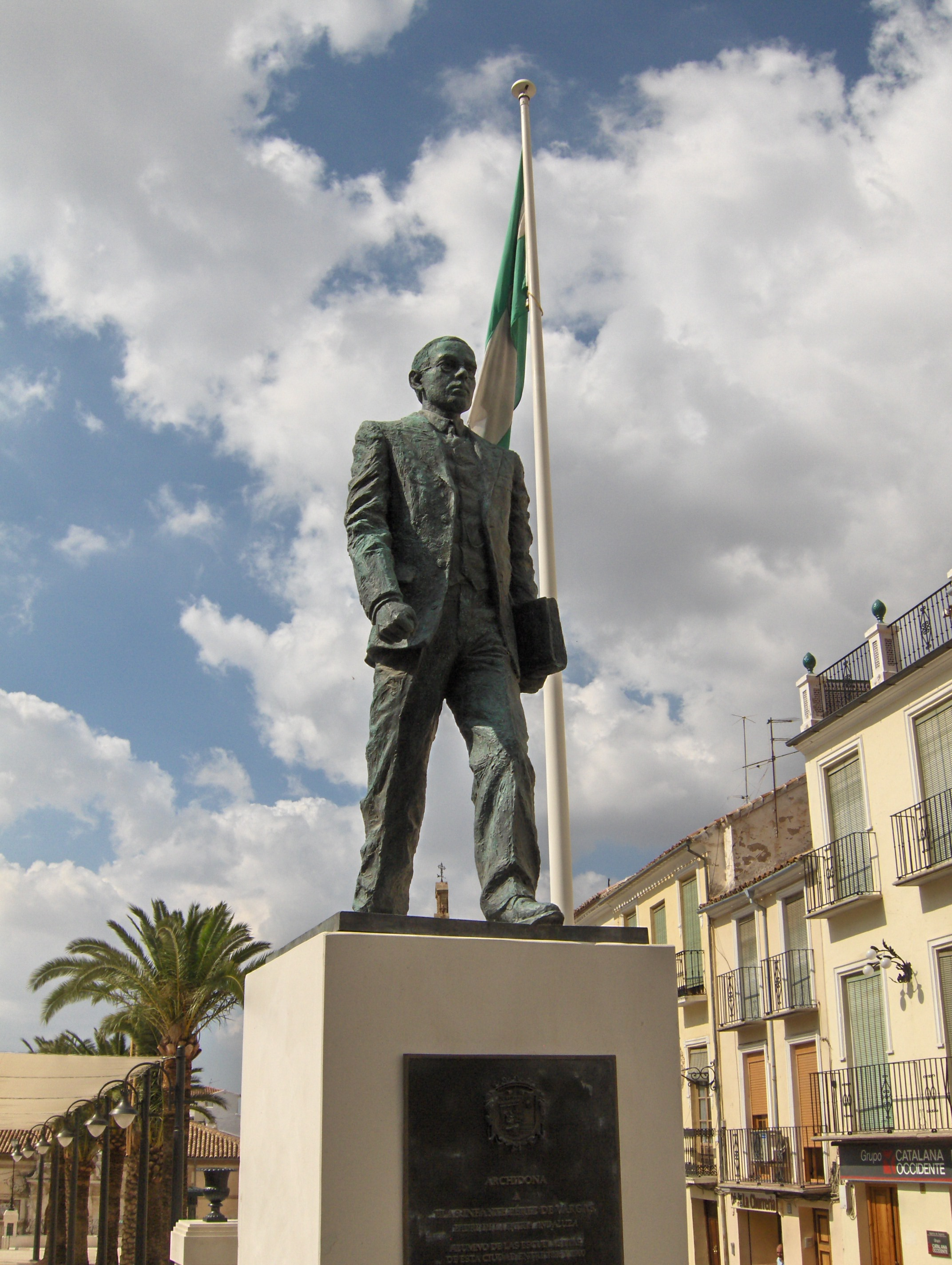
Monumento a Infante en Archidona, donde residió entre 1896 y 1899
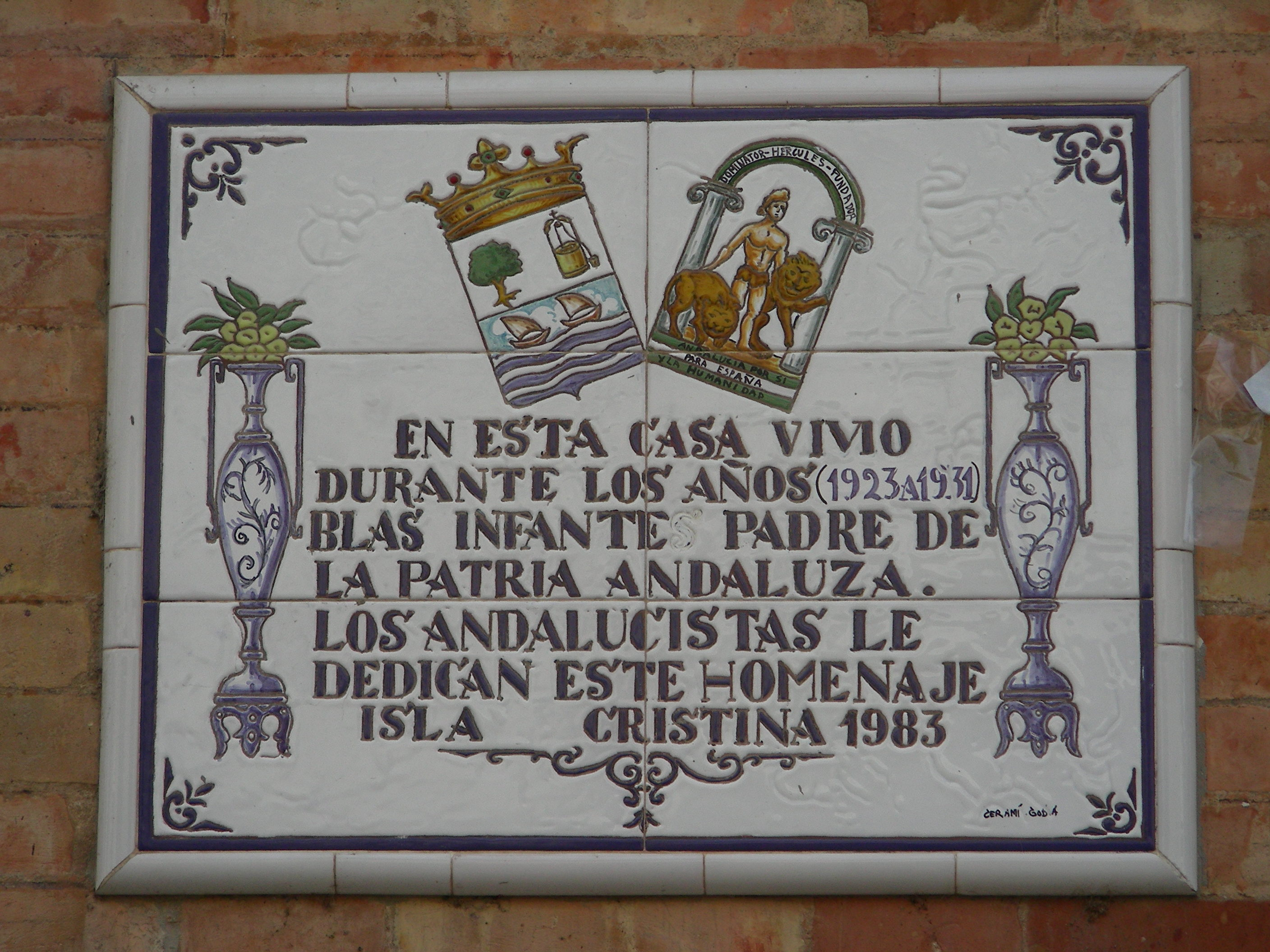
Placa en la calle Diego Pérez Pascual de Isla Cristina, donde vivió

## Obras
- Ideal andaluz (1915)
- La obra de Costa (1916)
- La Sociedad de las Naciones (1919)
- Motamid, último rey de Sevilla (1920)
- Cuentos de animales (1921)
- La dictadura pedagógica (1921)[203]
- La verdad sobre el complot de Tablada y el Estado libre de Andalucía (1931)
- Fundamentos de Andalucía
- Almanzor

### Fondo documental
El Fondo documental de Blas Infante se encuentra bajo custodia del Centro de Estudios Andaluces, que ofrece algunas de sus obras digitalmente.